# 薩沙·邁基萊

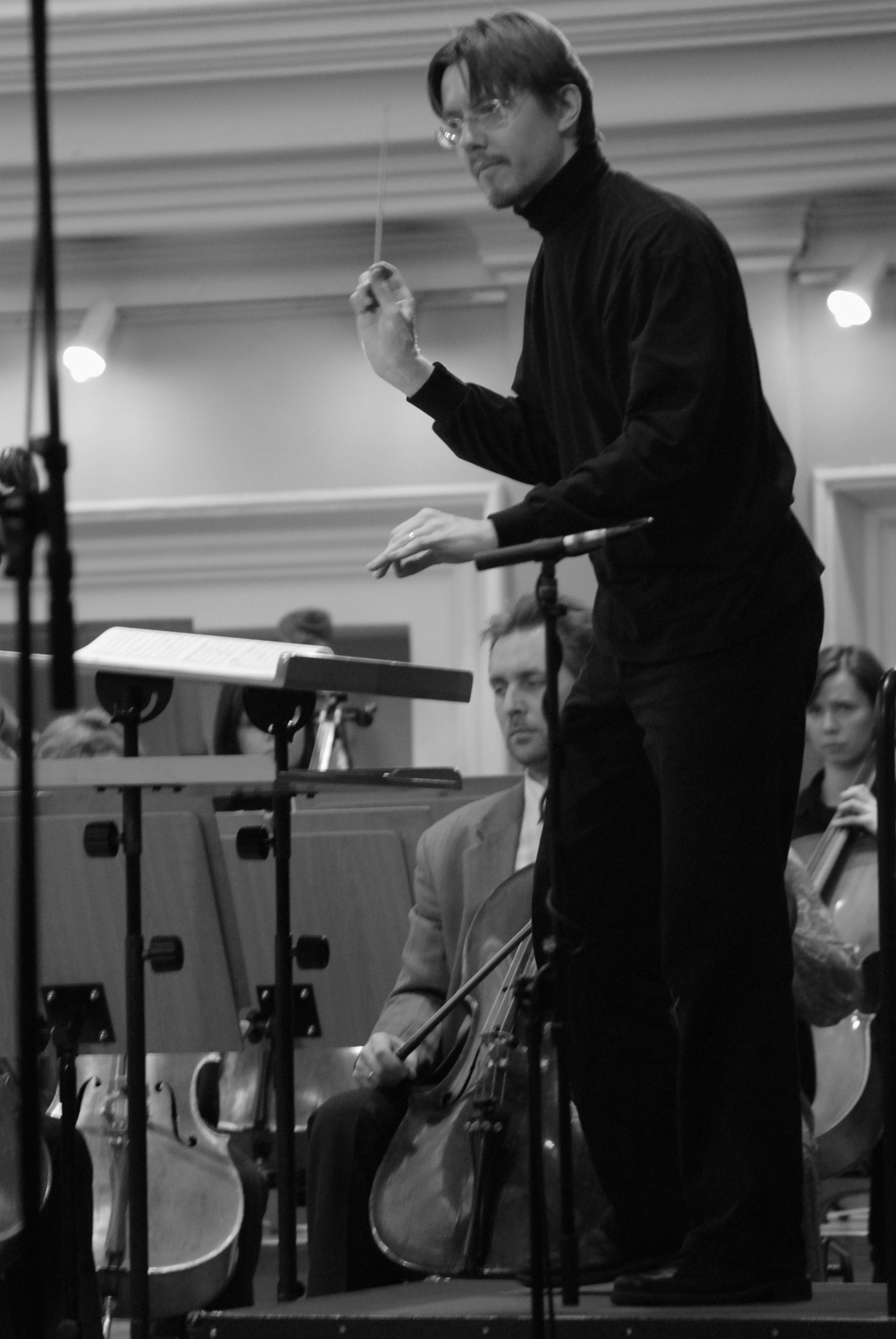
薩沙·邁基萊

薩沙·邁基萊（芬蘭語：Sasha Mäkilä，1973年6月19日—）是芬蘭指揮家。
邁基萊最初在赫尔辛基大学学习音乐及赫尔辛基音乐学院学习大提琴弹奏。后来他前往圣彼得堡音乐学院列奥尼德·科尔奇马尔的指导下学习乐团指挥。2004年邁基萊任命为位于圣彼得堡的俄罗斯国家图书馆交响乐团的指挥。
之后邁基萊继续在西贝柳斯音乐学院莱夫·塞格斯坦的指挥班里学习，及在美国阿斯彭指挥学院大卫·津曼的指导下学习。他也曾在苏黎世的一家交响乐团担任大卫·津曼的助手。邁基萊也曾在多个指挥家如库尔特·马苏尔、约尔马·帕努拉及尤里·西蒙诺夫的培训班里学习过乐团指挥。
邁基萊在2005年參加了韓國水原市國際指揮大賽并晉身決賽。他在2006年參加了美国瓦赫坦·若尔达尼亚國際指揮比賽并獲得三等獎。
2007至2010年邁基萊在法國國家交響樂團擔任库尔特·马苏尔的助理指挥。2010年春季弗朗兹·威尔瑟-莫斯特任命邁基萊为他在克里夫蘭管弦樂團的助理。
邁基萊除了在欧洲之外也到过亚洲、美国及南非巡回指挥演出过。2004年他首次指挥了歌剧交响乐团，并指挥了菲利普·格拉斯的歌剧《可怕的兒童》（2005）及《在流放地》（2006年）在芬兰的首演。邁基萊也指挥了很多芬兰音乐家的作品的首演。
2013年邁基萊获得了赫尔辛基大学的帕修斯奖。2018年邁基萊在爱沙尼亚音乐戏剧学院以关于莱维·马代特奥亚交响曲作品的论文答辩并获取音乐博士学位。